# Saint-Groux

Saint-Groux este o comună în departamentul Charente, Franța. În 1 ianuarie 2022 avea o populație de 130 de locuitori.